# Hungryalismus
Hungryalismus (auch Hungry generation; bengalisch হাংরি আন্দোলন hāṃri āndolan; wörtl. „Hungrig-Bewegung“) ist eine Bewegung in der bengalischen Literatur.

## Geschichte
Diese Bewegung in Kunst und Literatur entstand in Westbengalen in Indien während des Zeitraums von 1961 bis 1965. Ihre Anhänger behaupten, dass sich Indien im Griff von "sarvagrass" (= Kombination aus zwei Sanskritwörtern: Sarva bedeutet "alle" und grass meint "ein Stück, ein Bissen") befindet, was bedeutet,  dass sich eine Kultur in ihrer abnehmenden Phase sich von Bissen jeder anderen Kultur ernährt, nur um am Leben zu bleiben und nicht zu "verhungern". Sie wurde 1961 von Malay Roy Choudhury ins Leben gerufen und beeinflusste die bengalische Literatur in großem Maße. Weitere Gründungsmitglieder waren Shakti Chattopadhyay, Samir Roychoudhury und Debi Ray.

## Bedeutende Hungryisten (Auswahl)
| - Malay Roy Choudhury - Shakti Chattopadhyay - Samir Roychoudhury - Debi Ray - Subimal Basak - Falguni Ray | - Pradip Choudhuri - Basudeb Dasgupta - Utpalkumar Basu - Subo Acharya - Anil Karanjai - Tridib Mitra | - Binay Majumdar - Sandipan Chattopadhyay - Subhas Ghose - Saileswar Ghose - Rabindra Guha |

## Referenzen
- City Lights Journal#1 (1963) Herausgegeben von Lawrence Ferlinghetti
- El Corno Emplumado #9 (1964) von Margaret Randall
- El Corno Emplumado #10 (1964) von Margaret Randall
- City Lights Journal #2 (1964) von Lawrence Ferlinghetti
- Kulchur #15 (1964) von Lita Hornick
- Klactoveedsedsteen (1965) von Karl Weissner
- TIME (11.20.1964)
- El Corno Emplumado#13 (1965) von Margaret Randall
- Salted Feathers #8 & 9 (1966) von Lee Altman und Dick Bakken
- Evergreen Review #35 (1965) von Barney Rosset
- Hungryalismus Manifestos (2007) von Ebadul Haque
- Karuj #7 (2003)
- Disha (Autumn 2003) von Anindya Roy
- Kabitirtha (july 2003) von Utpal Bhattacharjee
- Kabitamancha #5 (2006)
- Swapna (2010) von Kumar Bishnu De